# Takayama (Gifu)
Takayama (高山市 Takayama-shi?) es una ciudad situada en la prefectura de Gifu, Japón. Tiene una población estimada, a inicios de junio de 2023, de 83 654 habitantes.

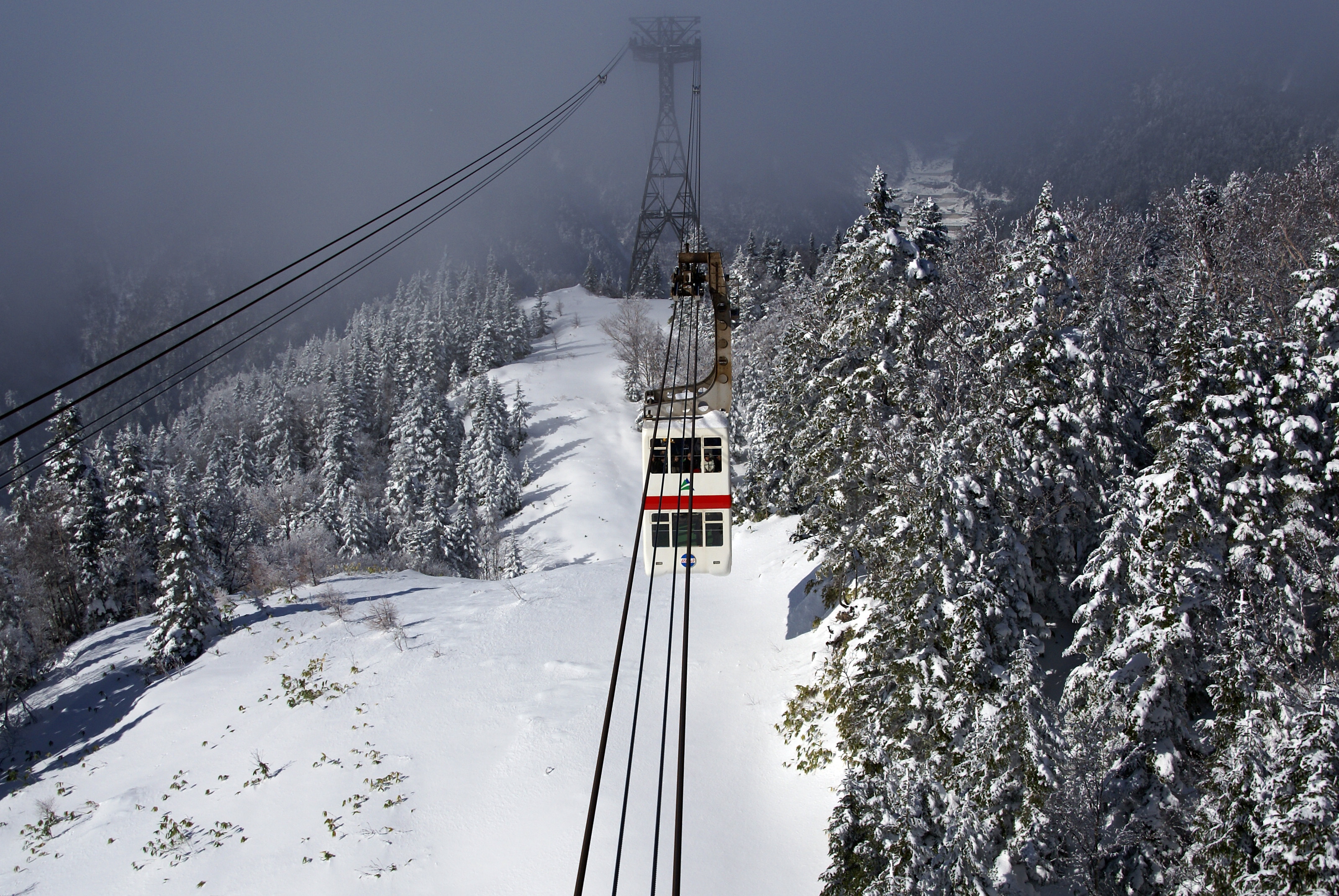
Teleférico de Shinhotaka

Su superficie total es de 2177.61 km².
La región está habitada desde hace varios siglos. Ubicada entre montañas, conocidas como los Alpes japoneses, es agriculturalmente pobre. Durante el siglo VIII, al no poder contribuir con el arroz necesario para el pago de impuestos, Takayama los cubría con carpinteros, que eran altamente experimentados ya que la región es rica en madera. Entre 1682 y 1868, Takayama fue considerada la fuente oficial de madera, carpinteros y ebanistas para el shogunato.[cita requerida]
Takayama recibió el grado de ciudad en 1936.
La ciudad es popularmente conocida como Hida-Takayama para diferenciarla de otras poblaciones con el mismo nombre en Japón.
El 1 de febrero de 2005, Takayama absorbió oficialmente a las poblaciones situadas alrededor de su núcleo urbano, resultando en una gran expansión, tanto en superficie como en población.

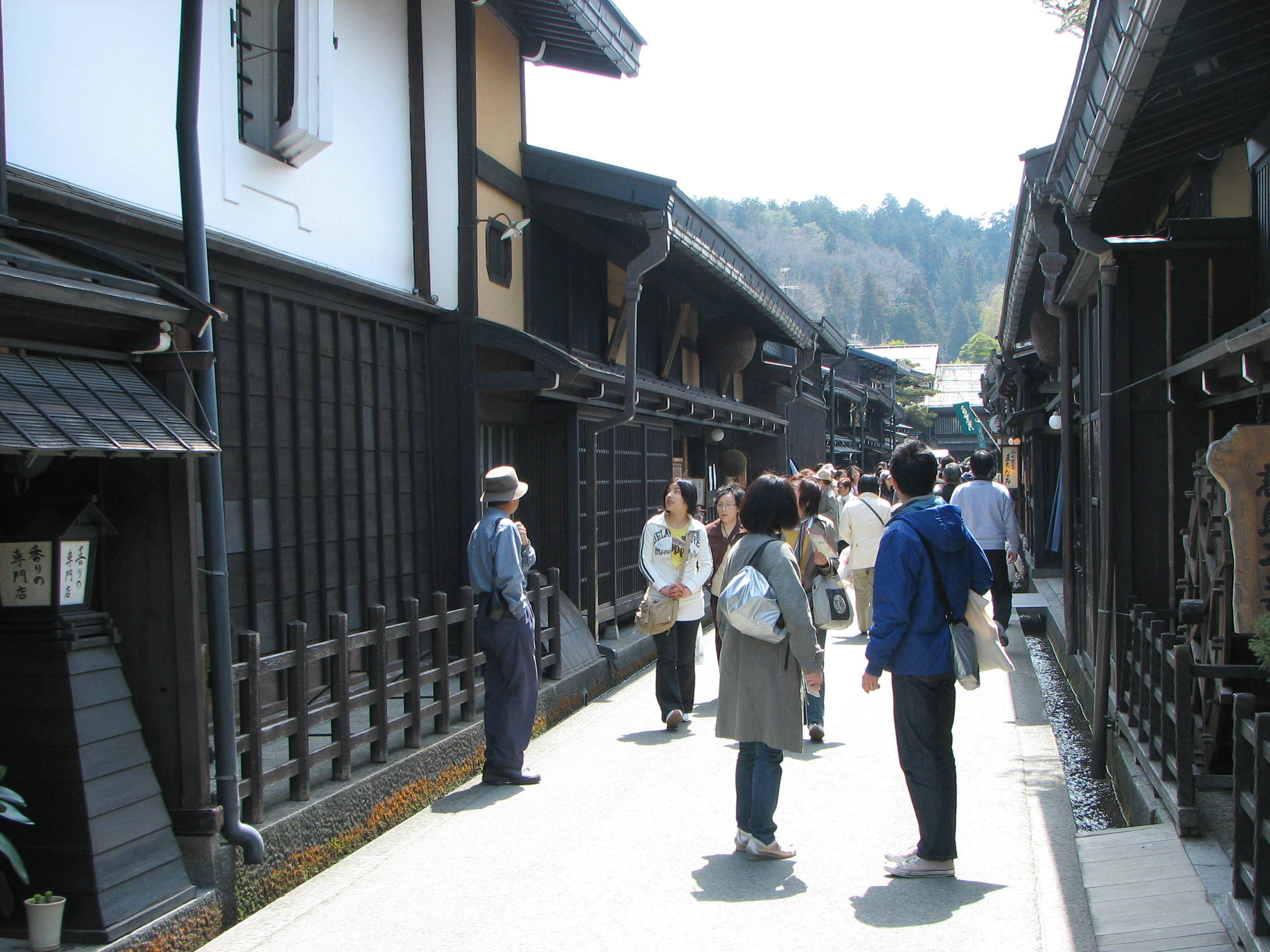
Sanmachi Suji

La ciudad es un popular centro turístico debido a que conserva varios edificios antiguos. Otro atractivo turístico es la "Aldea de Hida", donde se ha recreado el aspecto histórico de la localidad.
El templo principal de Sūkyō Mahikari se encuentra en esta ciudad.
El acceso a Takayama por vía férrea es a través de la línea Takayama de la empresa JR, que parte de la ciudad de Nagoya.